# Dennis Salanović
Dennis Salanović (ur. 26 lutego 1996 w Vaduz) – liechtensteiński piłkarz, grający na pozycji pomocnika.

## Kariera
Seniorską karierę rozpoczynał w 2013 roku w FC Schaan. Po sezonie 2013/2014 przeszedł do Atletico Madryt C, gdzie nie rozegrał żadnego ligowego meczu. Następnie został piłkarzem Istry 1961, a w 2016 roku powrócił do Liechtensteinu, reprezentując barwy FC Balzers. Od 2016 roku jest zawodnikiem szwajcarskiego FC Rapperswil-Jona, z którym w sezonie 2016/2017 wywalczył awans do Challenge League.
4 września 2014 roku zadebiutował w reprezentacji w przegranym 0:3 meczu z Bośnią i Hercegowiną.

## Statystyki ligowe
| Sezon         | Klub               | Liga                   | Mecze | Gole |
| ------------- | ------------------ | ---------------------- | ----- | ---- |
| 2013/2014     | FC Schaan          | 2. Liga                | 15    | 7    |
| 2014/2015 (j) | Atlético Madryt C  | Tercera División       | 0     | 0    |
| 2014/2015 (w) | Istra 1961 Pula    | Prva HNL               | 2     | 0    |
| 2015/2016 (j) | Istra 1961 Pula    | Prva HNL               | 6     | 0    |
| 2015/2016 (w) | FC Balzers         | 1. Liga                | 12    | 8    |
| 2016/2017     | FC Rapperswil-Jona | 1. Liga Promotion      | 23    | 5    |
| 2017/2018     | FC Rapperswil-Jona | Swiss Challenge League | 30    | 2    |
| 2018/2019     | FC Thun            | Swiss Super League     | 30    | 5    |
| 2019/2020     | FC Thun            | Swiss Super League     | 19    | 1    |